# Sobowidz (stacja kolejowa)
Sobowidz – nieczynny przystanek kolejowy w Sobowidzu.

## Historia
Jednotorowa linia kolejowa Pszczółki-Kościerzyna (nr 233), na której znajduje się stacja Sobowidz, powstała w 1885 w ramach budowy Królewskiej Kolei Wschodniej. Aż do 1930 była ona najkrótszą trasą łączącą Kościerzynę z Gdańskiem. Ruch pociągów pasażerskich na linii został wstrzymany w 2000 roku, przez pewien czas funkcjonowała tu jeszcze zastępcza komunikacja autobusowa. W 2002 wstrzymano także ruch pociągów towarowych.

## Infrastruktura
Dworzec został zbudowany z cegły, a następnie został otynkowany. Dach kryty jest dachówką. Budynek obecnie jest zamieszkany.
Perony są niskie, nie kryte. Nawierzchnia peronów była z płyt chodnikowych, ale obecnie nie zachowała się.